# 藏语手语
藏语手语是供居住在藏语环境或以藏语为母语的聋人使用的一种手语。其基于标准藏语，即卫藏方言拉萨音。藏语手语属于一种混合式手语，其语系归属尚未确定，它与中国手语有着一定的差异。2001年9月，“西藏藏语手语研发项目”由国际助残组织与西藏残疾人联合会正式启动，旨以汇集藏语地区内分布的各种非正式的手语体系，并将其统一标准化。先后出版了《聋哑手语藏语词典》三册和藏语手语教材三册，截至2007年已收集词汇一千余个。